# Палаццо Тьеполо-Пасси
Палаццо Тьеполо-Пасси (итал. Palazzo Tiepolo Passi) — дворец в Венеции, расположенный в районе Сан-Поло, с видом на Гранд-канал, между Палаццо Соранцо-Пизани и Палаццо Джустиниан-Персико. Построен в XIV веке в готическом стиле.

## Архитектура
Первый этаж с антресолью имеет каменное основание и водный портал с архитравом справа. На первом этаже слева имеется небольшая терраса с многослойным окном с трилистными арками, разделёнными центральной колонной, а справа — два одноланцетных окна с трёхлистными арками. На остальных этажах есть четыре проёма, следующие за окнами внизу.